# Musée Hébert (La Tronche)
Ne pas confondre avec le Musée Hébert situé à Paris, qui rend également hommage au peintre français Ernest Hébert
Le musée Hébert est un musée départemental créé en 1934 afin de rendre hommage au peintre français Ernest Hébert, directeur à deux reprises de l'Académie de France à Rome au XIXe siècle et mort dans cette demeure en 1908.
Situé chemin Hébert à La Tronche, près de Grenoble, le musée est labellisé Maisons des Illustres depuis 2012 et possède également un espace destiné aux expositions d'art contemporain.

## Histoire
Le musée est situé dans un parc de deux hectares, acheté en 1821 par la mère de l'artiste à La Tronche (Isère). Devenue la propriété de l'artiste, la maison lui sert de pied-à-terre entre ses séjours italiens jusqu'à sa mort en 1908 à l'âge de 91 ans. Par la suite, son épouse Gabrielle, née d'Uckermann, transforme la maison en musée privé en 1934 lorsqu'elle décède la même année à l'âge de 80 ans,.
Son héritier, René Patris-d’Uckermann, qu'elle avait connu lors de correspondances durant la Première Guerre mondiale alors qu'il n'avait que 19 ans va s'occuper des biens parisiens et dauphinois de sa mère adoptive et consacrer tous ses efforts à poursuivre l'œuvre qu'elle avait passionnément commencée. René Patris d'Uckermann, membre de l'Académie Delphinale, reste pendant de longues années de l'entre-deux-guerres directeur littéraire des éditions Flammarion et l'ami de nombreux écrivains, comme Jules Romains, François Mauriac, Louise Weiss, Jean-Louis Bory, Guy des Cars, Jean des Cars, Jean Orieux, Maurice Genevoix, René Chambe, Roger Peyrefitte qui seront parmi bien d'autres les hôtes de la villa de La Tronche.
Au début des années 1960, le grand salon de la villa Hébert accueille une exposition des Nymphéas de Claude Monet.
Le 19 juillet 1979, avec son Hôtel des sociétés savantes, la Maison des artistes et la Fondation Hébert d'Uckermann, il donne à l'âge de 82 ans, la villa et ses collections au Conseil général de l'Isère. Quelques années auparavant, il avait fait un premier don à la Réunion des musées nationaux du Musée Hébert de Paris.
La maison de l’artiste et le musée attenant ont été rénovés à partir de 2001 grâce à l'engagement du conseil départemental de l'Isère. C'est au cours de cette restauration que 1 600 plaques de verre, support de clichés photographiques, faites par Gabrielle Hébert 110 ans auparavant sont découverts dans les greniers du musée.
Outre la maison du peintre où chaque pièce est présentée avec ses décors et son mobilier d'époque, le musée Hébert organise chaque année une ou deux expositions temporaires. Depuis 2012, un espace d'expositions temporaires sur deux niveaux consacré à l'art contemporain est ouvert dans une annexe du musée, achetée à l'époque par le donateur. Cet espace est situé de l'autre côté du chemin Hébert, d'où son nom De l'autre côté.
Le 22 janvier 2023 est annoncé le vol avec effraction, dans le musée, des bijoux de la princesse Mathilde Bonaparte.

## Collections
Sur deux niveaux, le musée présente, dans un parcours chronologique et thématique, l’œuvre d’Hébert ainsi que des peintures et des sculptures de ses amis ou élèves. Le musée a ainsi acquis un certain nombre de tableaux de contemporains dauphinois de Hébert, comme Claude Pollet, Jean Achard, Théodore Ravanat… On retrouve les œuvres de l'artiste durant son séjour comme élève à l'Académie de France à Rome de 1840 à 1844, ainsi qu'une salle consacrée à la princesse Mathilde, a qui il doit sa première nomination de directeur de l'Académie de France à Rome, mais également les commandes officielles de tableaux pour la bibliothèque des Tuileries.
Au premier étage, l'atelier du peintre est fidèlement reconstitué avec notamment ses deux derniers dessins réalisés sur les bords de l'Isère quelques jours avant sa mort. Dans cette vaste pièce, l'attention du visiteur est attirée par la maquette en demi-grandeur de l'abside du Panthéon réalisée par Hébert en 1874 à la demande de Philippe de Chennevières, alors directeur de l'administration des Beaux-Arts.

## Galerie

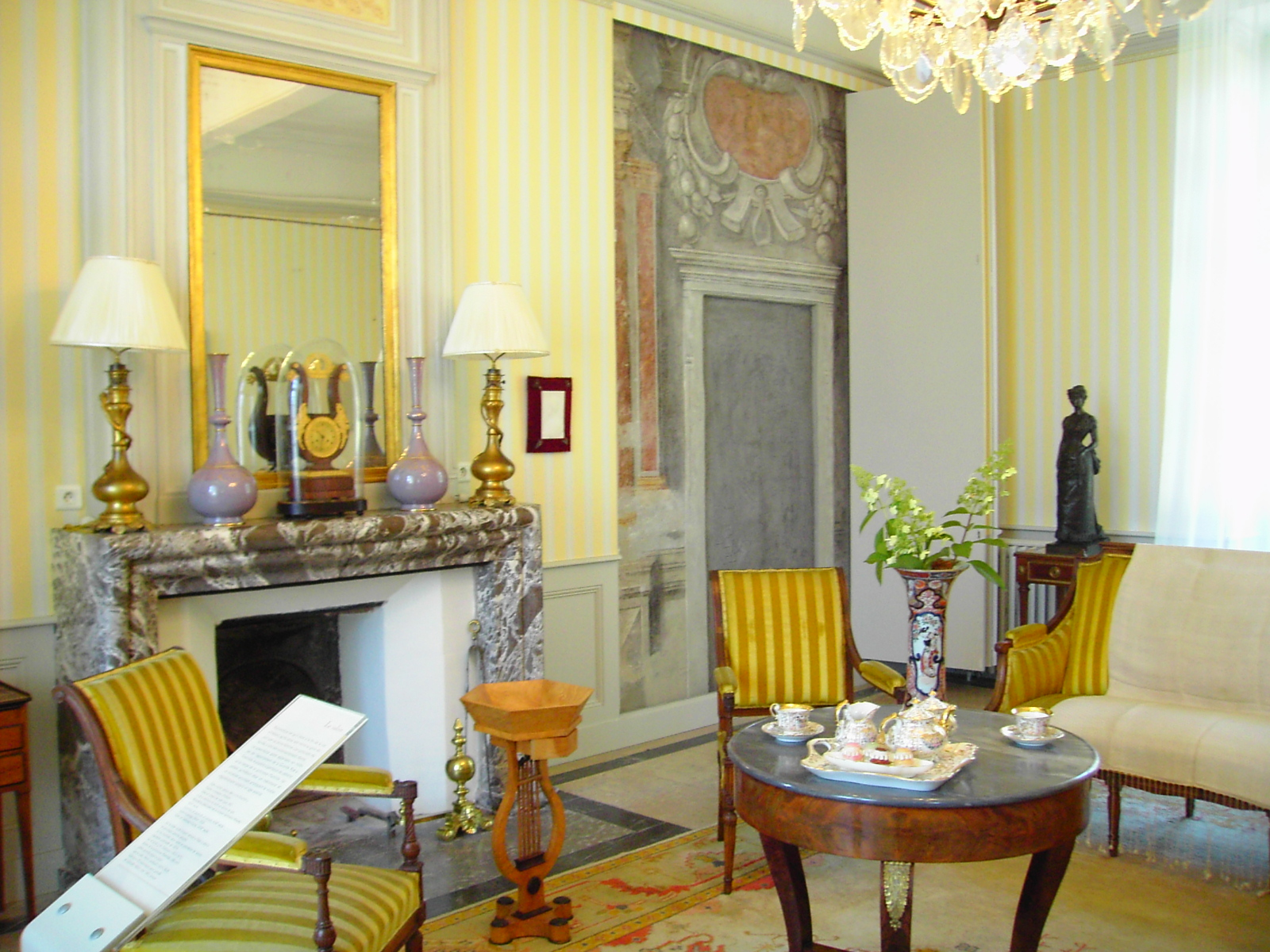
Le salon d'Ernest Hébert.
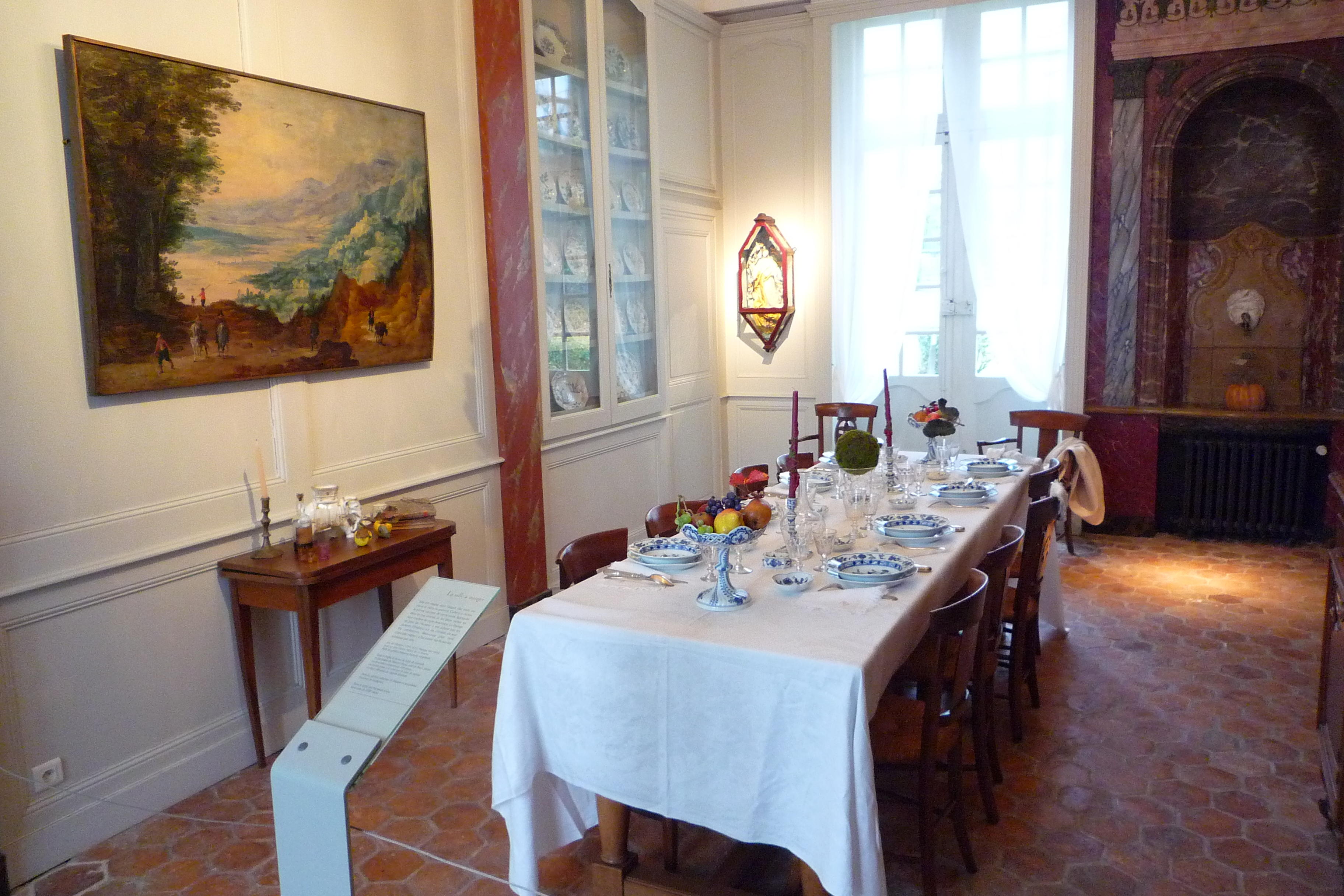
La salle à manger.
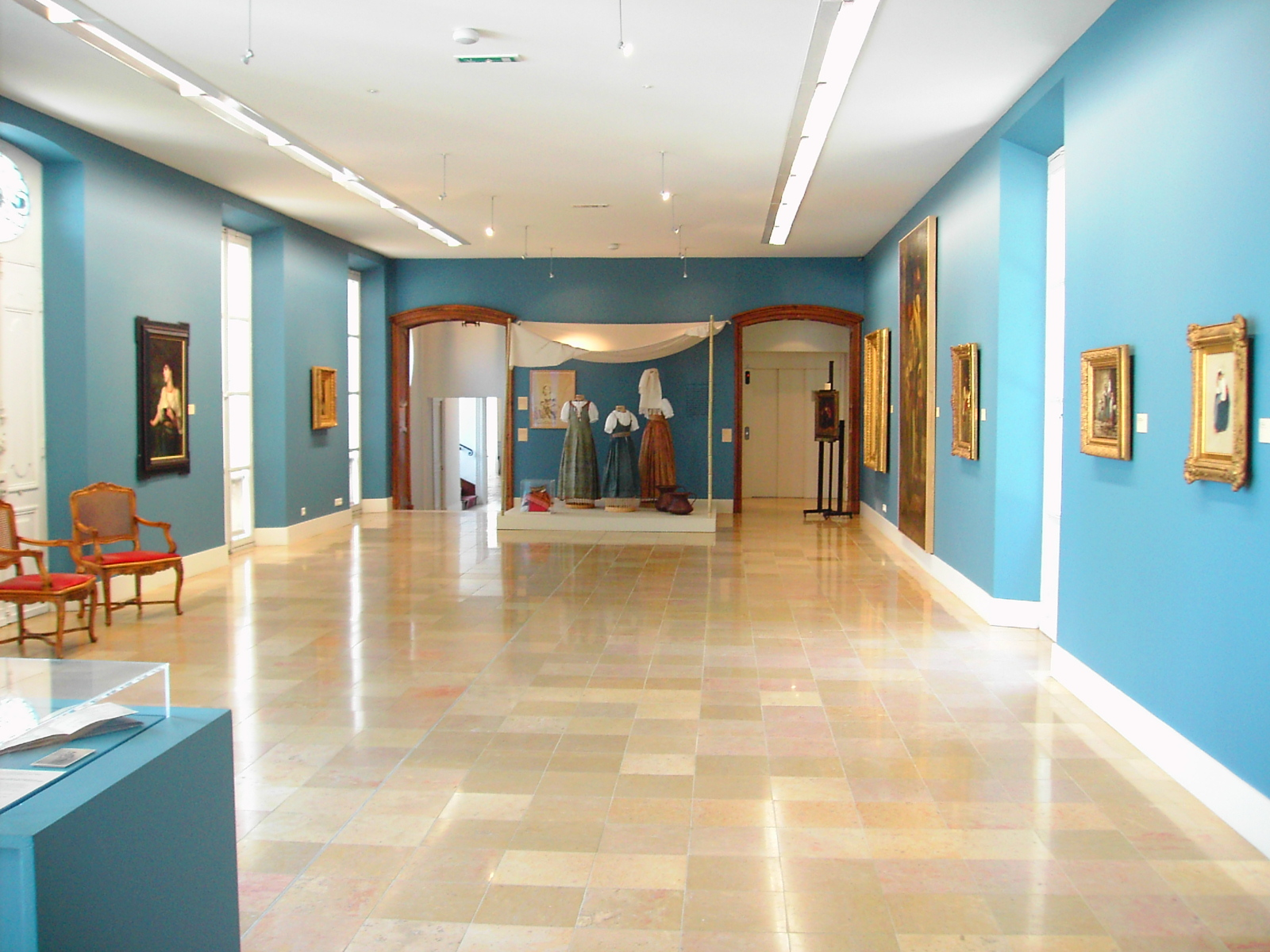
Grande galerie en 2008.
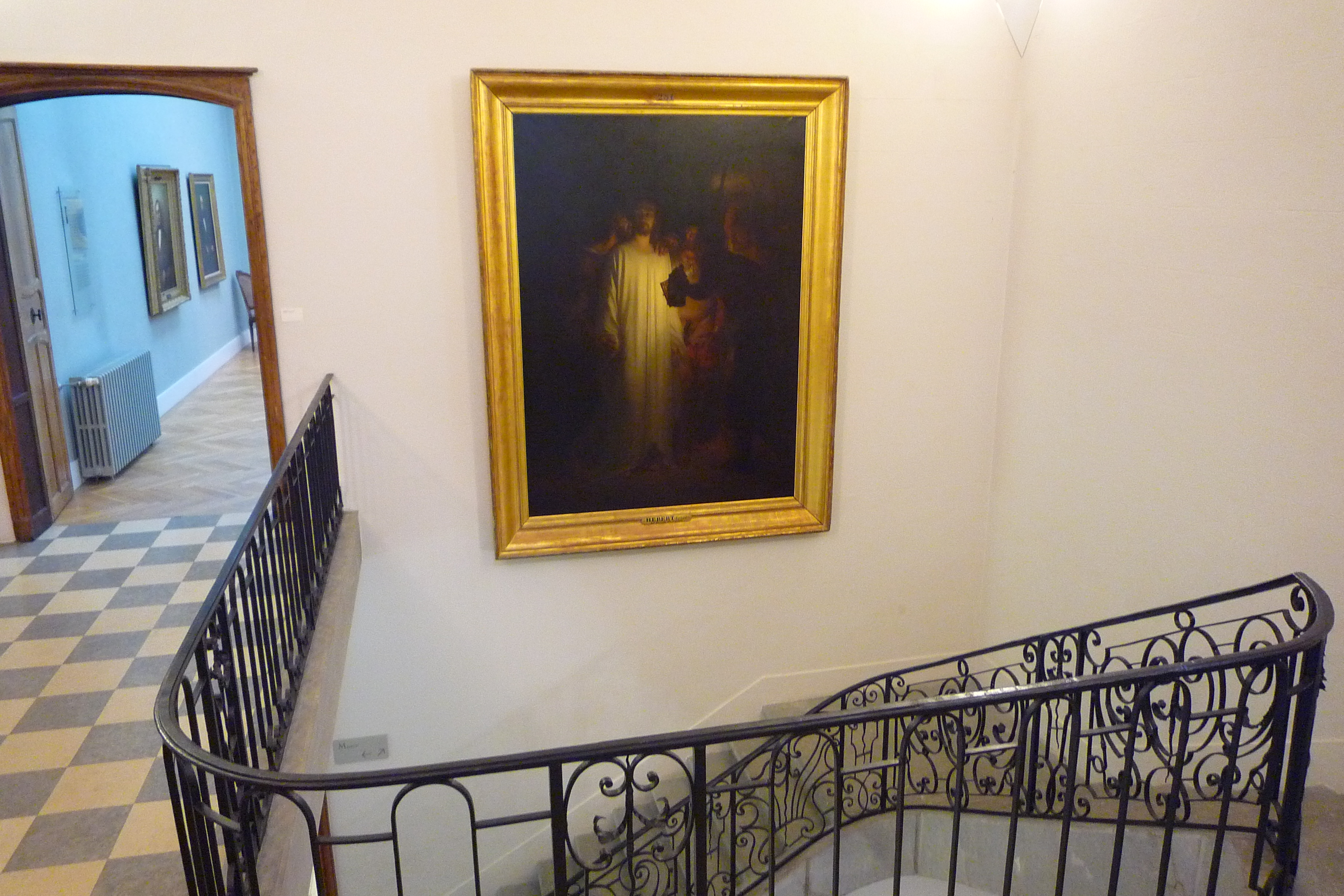
Escalier central accueillant Le Baiser de Judas (1853).
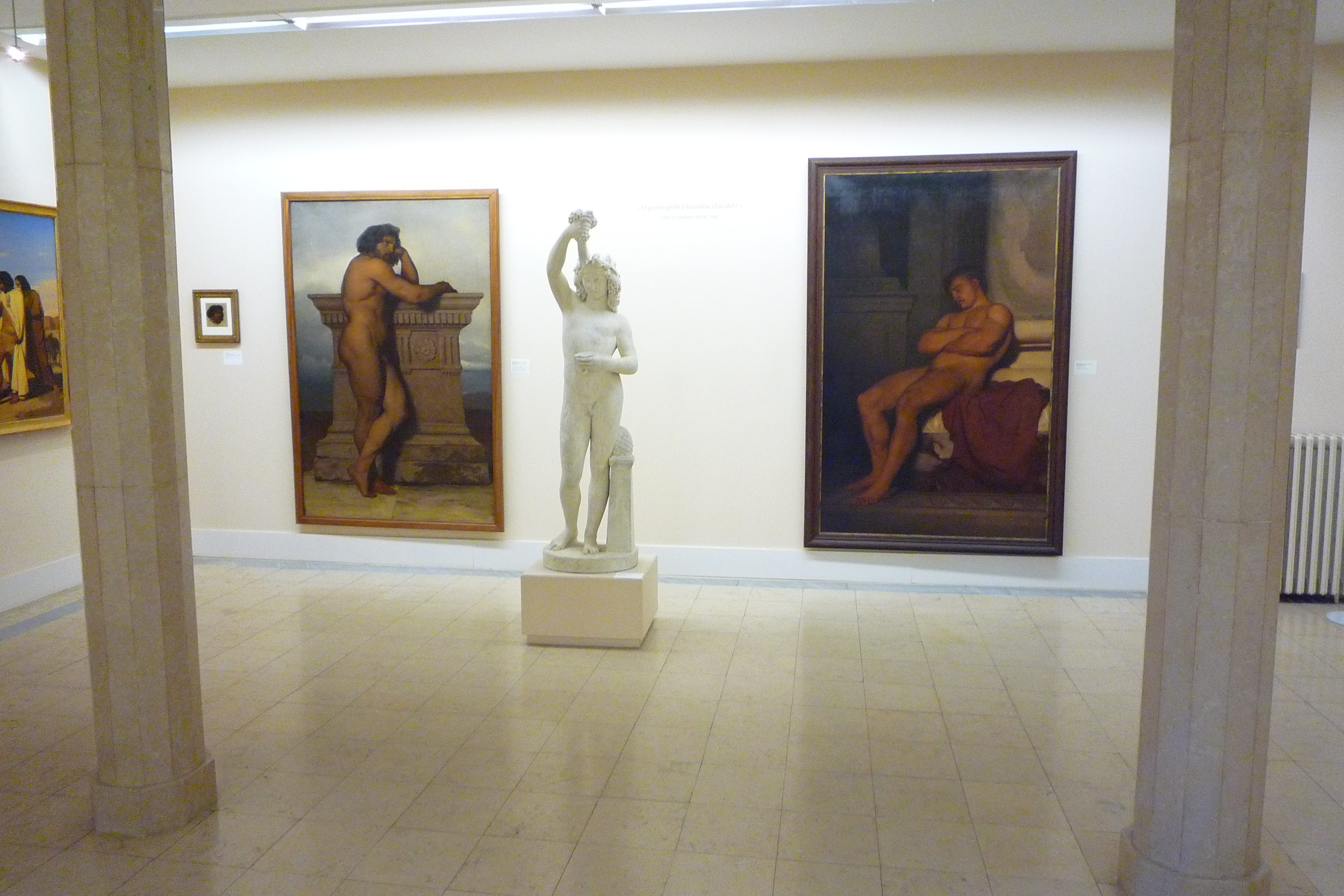
Une salle du rez-de-chaussée.
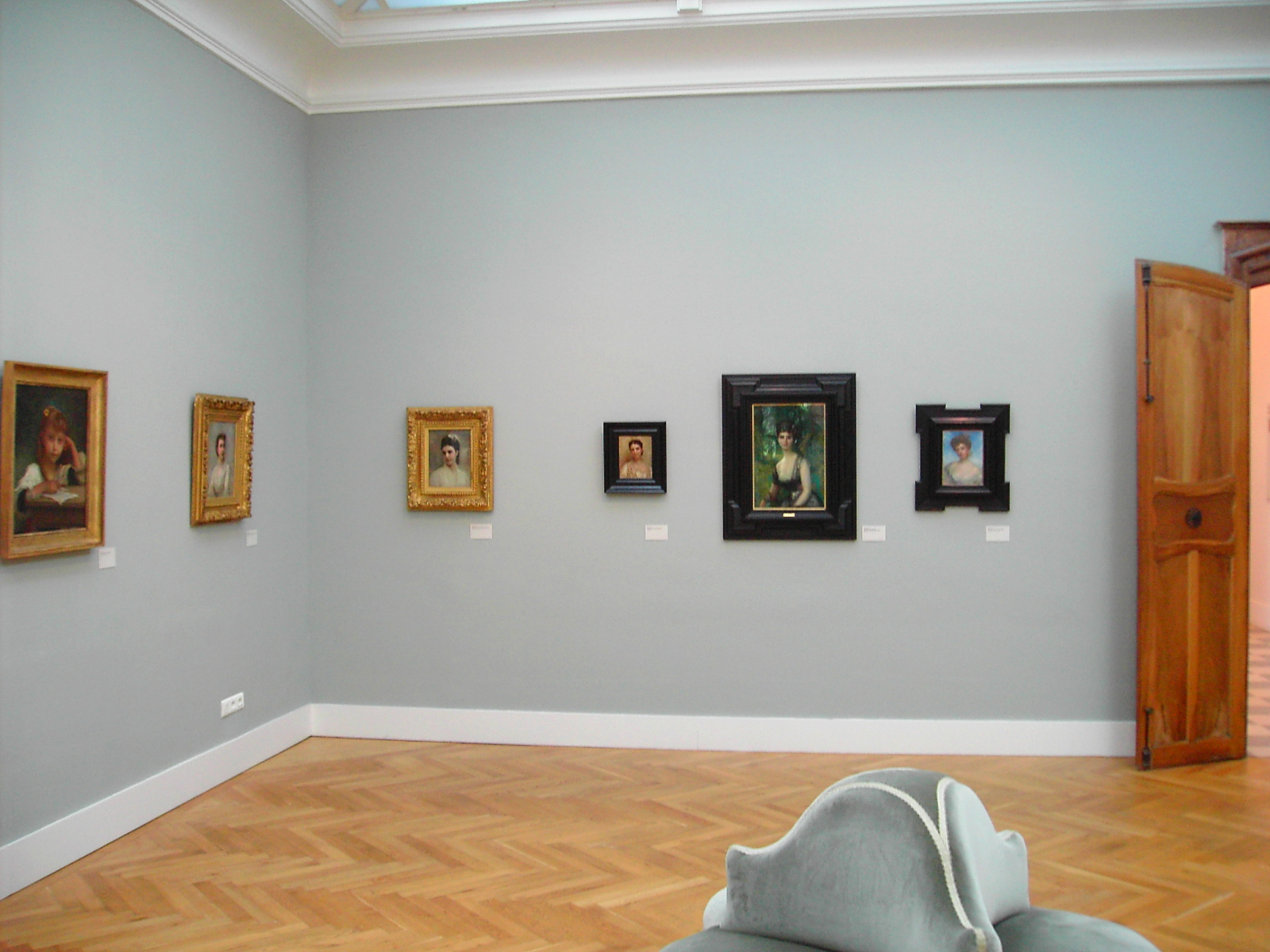
Salle du premier étage.
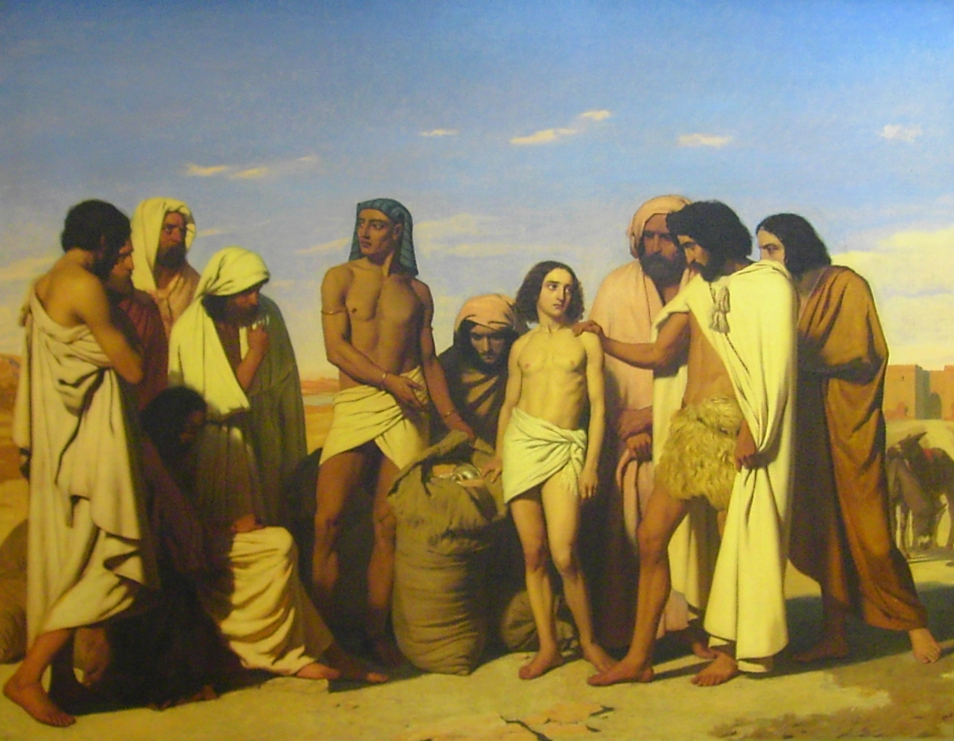
La Coupe de Joseph d'Ernest Hébert.
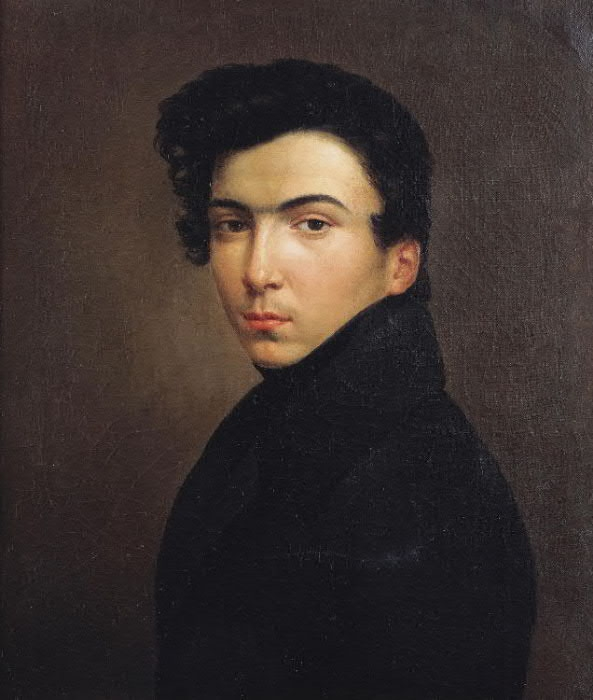
Autoportrait du jeune Ernest à 17 ans.
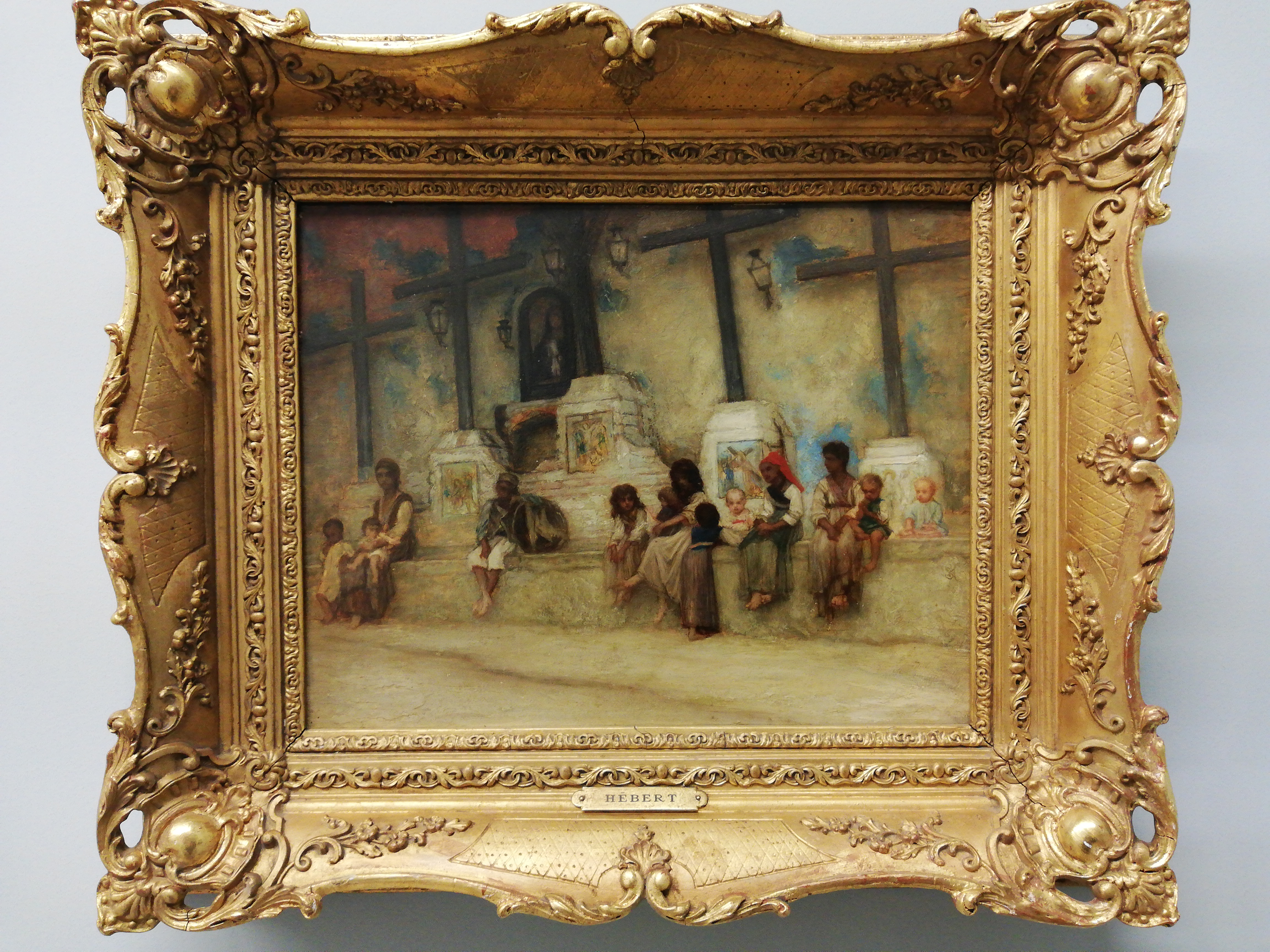
Le Calvaire de Casamicciola à Ischia, Ernest Hébert. Huile sur panneau de bois, 1875.
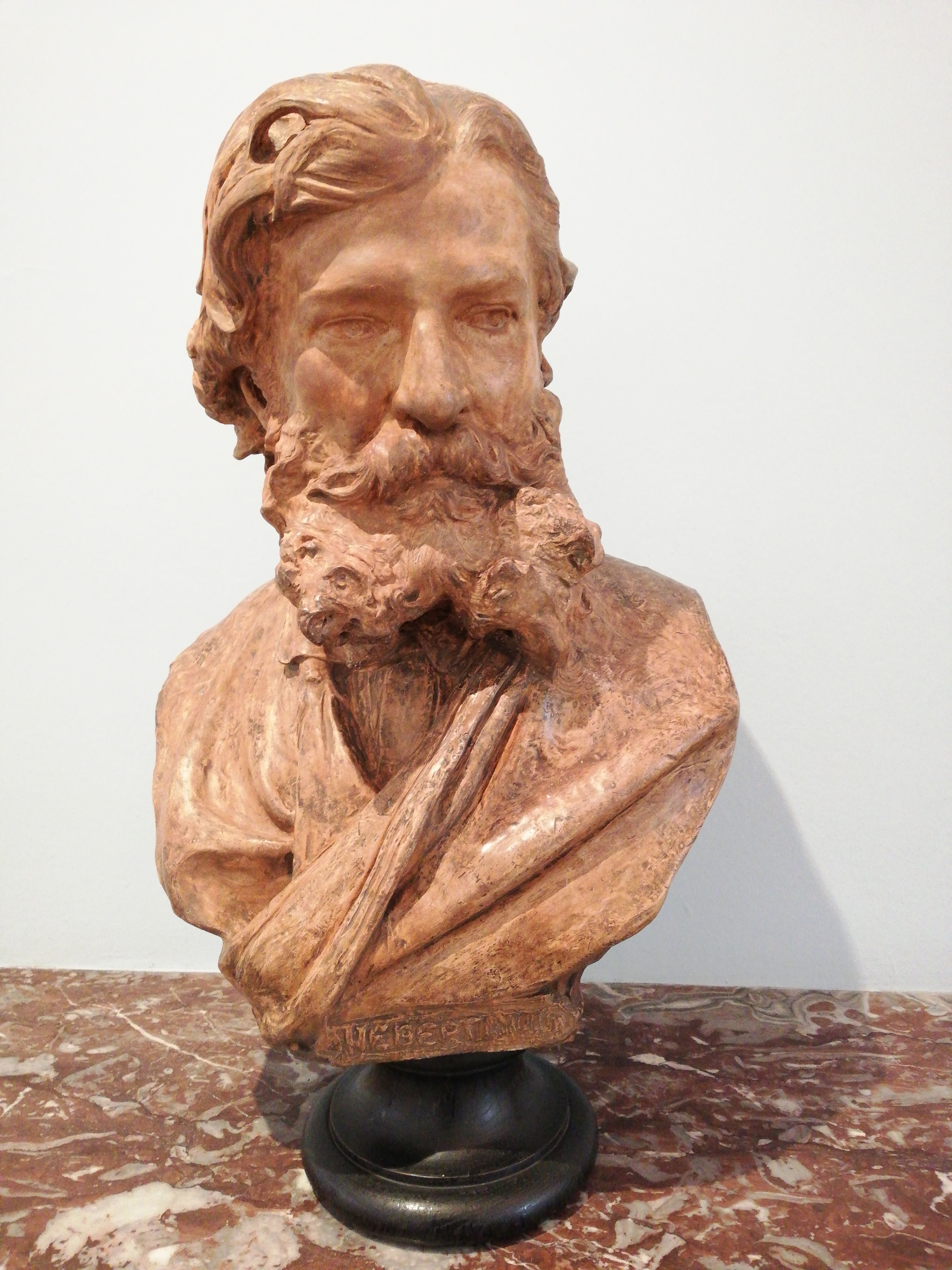
Buste d'Ernest Hébert, par Tony Noël.
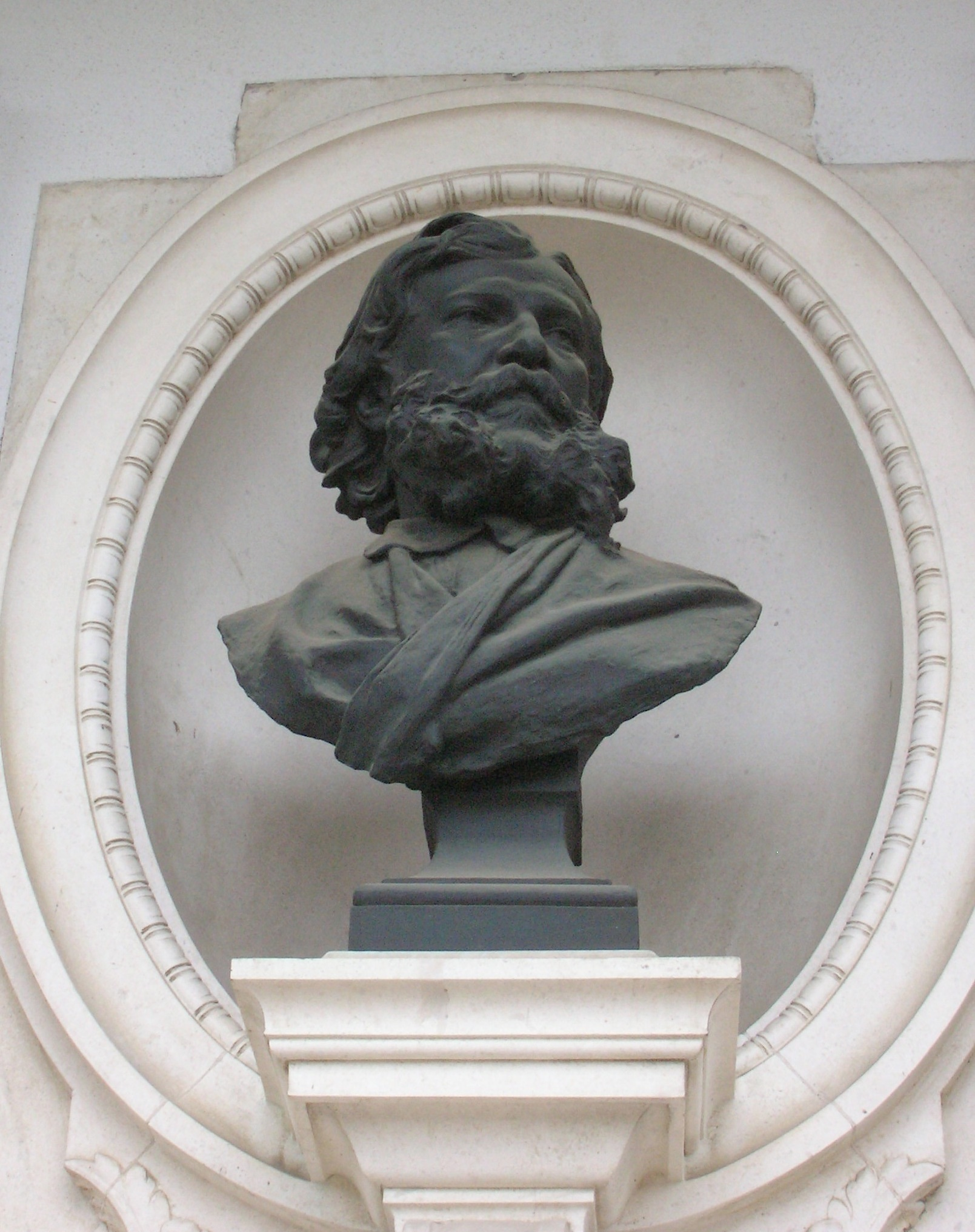
Buste d'Hébert en extérieur.
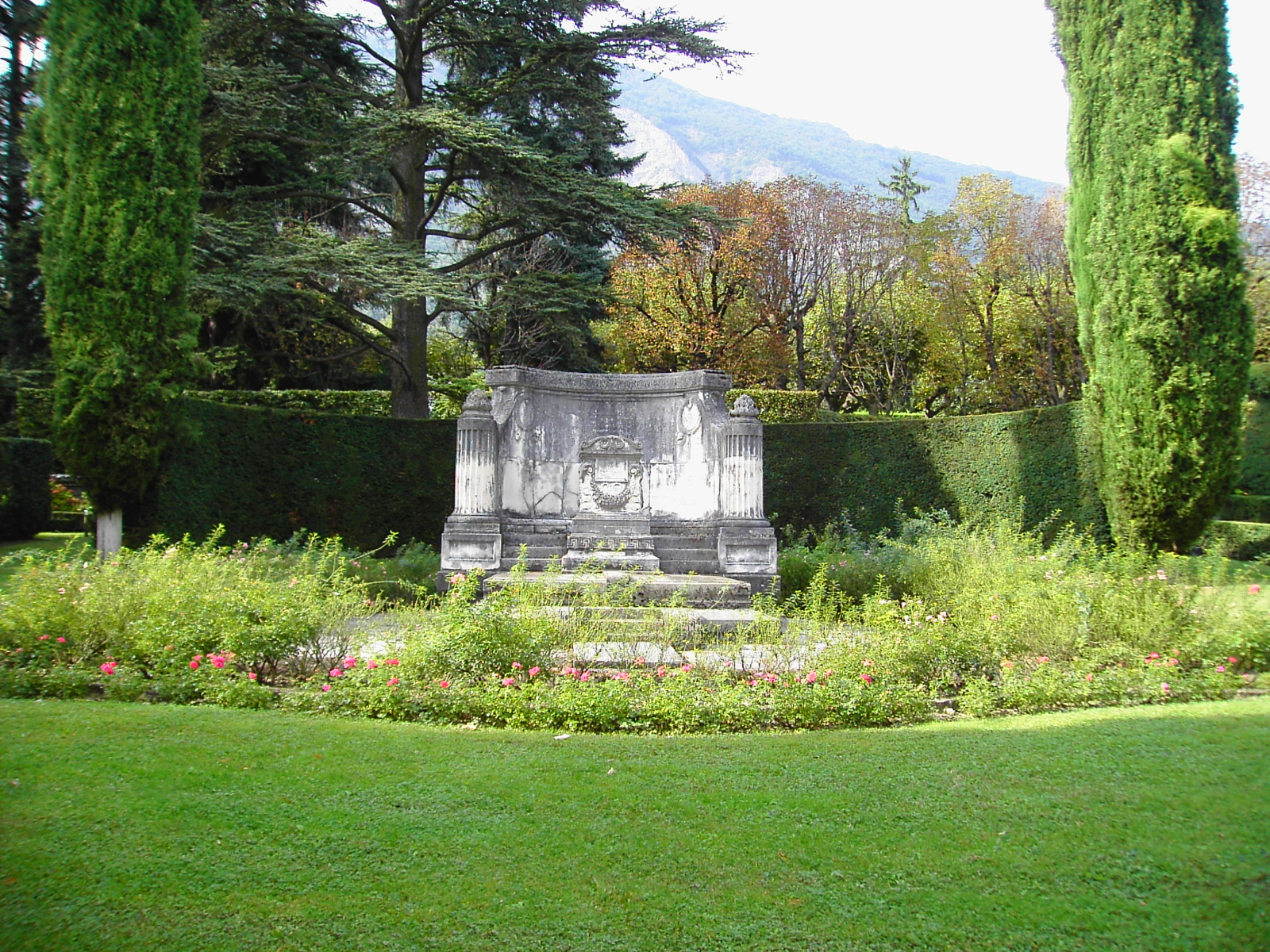
Tombeau d'Ernest Hébert dans le parc.
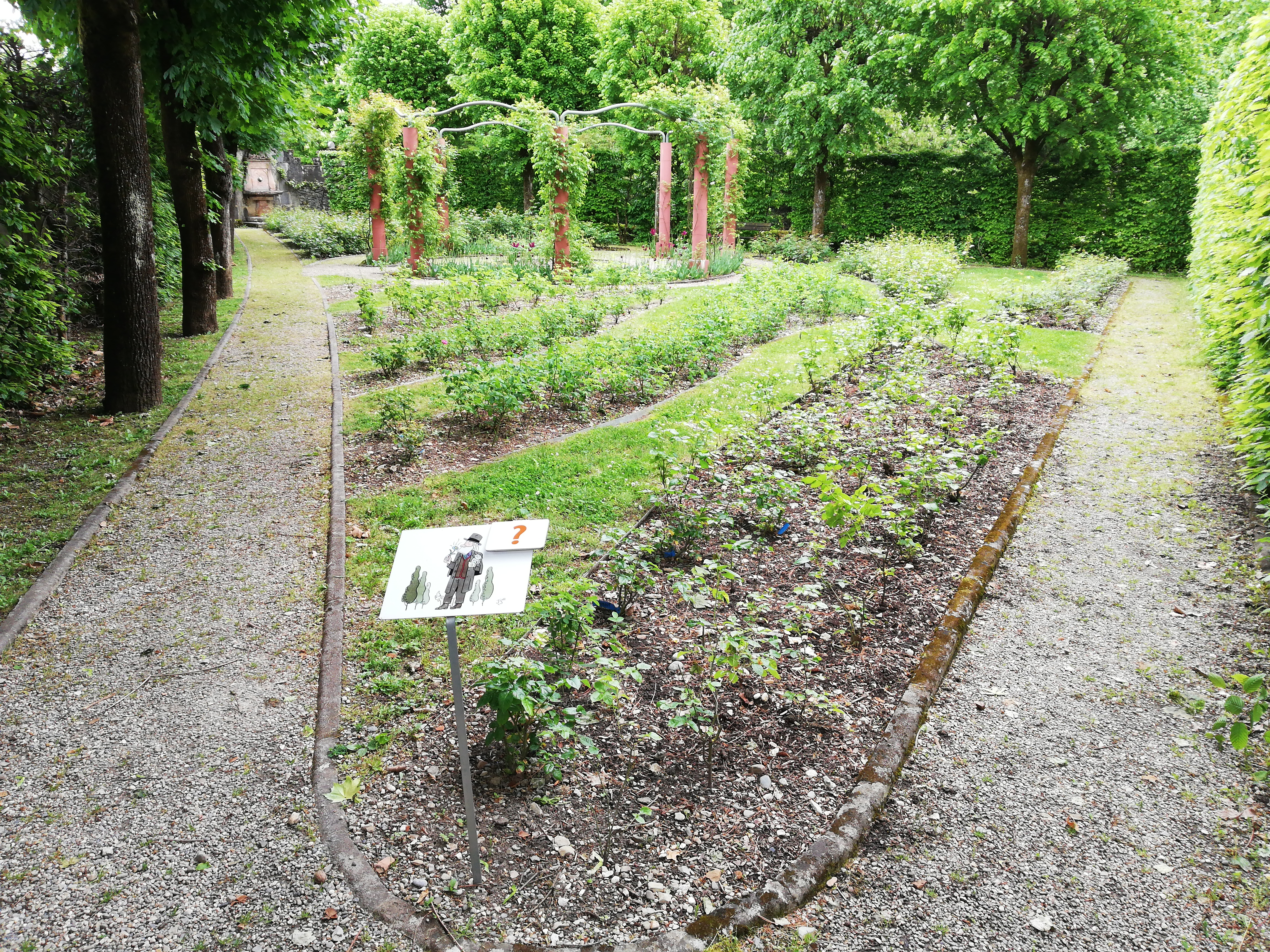
Roseraie de la Maison-Musée Hébert.

## Le parc du musée
Le musée est situé à l'entrée d'un vaste domaine boisé de deux hectares, agrémenté d'un étang, de statues, de multiples fontaines et du tombeau de style néoclassique de l'artiste. Après la mort de l'artiste en 1908, sa femme Gabrielle organise le transfert de la dépouille d'Hébert dans un tombeau conçu en 1910 par l'architecte Alfred-Henri Recoura. Ce tombeau est en pierre de l'Échaillon avec sur la face intérieure de l'hémicycle un bas-relief où figure la villa Médicis à Rome dont Hébert fut pensionnaire en 1839, puis deux fois directeur (1867 et 1885).
Toutes les eaux alimentant les bassins du parc proviennent des sources de Fontaine-Galante et Chantemerle qui descendent du massif de la Chartreuse et dont les droits d'eau, octroyés par les Dames de Monfleury, appartiennent au domaine depuis 1649. En marge de la vie urbaine, le parc a su garder le souvenir et le charme du jardin de l'artiste. Depuis 2004, le parc du musée Hébert est labellisé « Jardin remarquable de France ».

## Fréquentation
Depuis sa réouverture le 21 novembre 2003 à la suite d'importants travaux de rénovation, la fréquentation du musée est globalement en hausse régulière, passant de 2 658 visiteurs pour la fraction de l'année 2003 à 18 981 en 2004, 13 895 en 2005, 16 434 en 2006, 25 716 en 2007, 36 127 en 2008. En 2012, la fréquentation est de 33 970 visiteurs, 27 286 en 2014 et 36 092 en 2016. En 2017, une barre est franchie avec 40 146 visiteurs.

## Monument historique
Ce bâtiment fait l’objet d’une inscription au titre des monuments historiques depuis le 9 août 1942.
Les collections du Musée Ernest Hébert Paris 6° seront transférées en Isère 2023/24

## Quelques expositions
Le musée présente régulièrement des expositions temporaires. En 2019 le salon du musée et le bâtiment des expositions temporaires accueillent les oeuvres de Johan Barthold Jongkind pour le bicentenaire de la naissance du peintre hollandais. L'exposition consacrée à Jean-Baptiste Carpeaux ouvre ses portes le 10 octobre 2020 pour une durée de trois mois, mais se voit refermée deux semaines plus tard en raison de la crise sanitaire causée par la pandémie de Covid-19. Elle est finalement prolongée jusqu'au 8 novembre 2021.
- Jean-Baptiste Carpeaux, 2020 et 2021
- Voyage en Espagne, Photographies Kodak de Gabrielle Hébert, 2020
- Johan Barthold Jongkind (1819-1891), juin à octobre 2019
- Esprit Japon : carte blanche à Martine Rey, décembre 2018 à mars 2019
- Pierre Tal Coat (1905-1985) Les années de l'envol, juin 2018 à novembre 2018
- Atlas des déplacements, décembre 2017 à avril 2018
- À contre lumière du peintre Jacques Truphémus, 2017
- Chris Kenny assemblages et collages réalisés à partir de bribes de textes et de fragments de cartes découpées
- Variations sur la pomme de Monique Deyres, 2016[19]
- L'espace du dedans de Frédéric Benrath, 2015[20]
- Vies silencieuses de Alexandre Hollan, 2014
- Italiens pittoresques, 1888-1893. Instantanés de Gabrielle Hébert, 2012-2014[8]
- Le peintre et ses muses, 2012
- Paysages d'Ici, paysages dauphinois par Jules Flandrin, Charles Bertier, Jean Achard ,...
- Jean Achard, un paysagiste à l'école de la nature, 2008-2009
- Henriette Deloras, 2001

## Situation et accès
Le musée, situé sur le chemin Hébert, non loin de l'avenue du Maquis du Grésivaudan qui traverse la commune de La Tronche, est desservi par la ligne de bus 13 ainsi que par la ligne T82 du réseau interurbain de l'Isère. La station de tramway (ligne B) la plus proche est La Tronche Hôpital, laquelle permet de rejoindre la gare et le centre-ville de Grenoble.